# Грей, Теодор
Теодор Уирт Грей (англ. Theodore Wirth Gray) — один из основателей Wolfram Research, на данный момент является её директором технологии пользовательского интерфейса.
Он является заметным коллекционером химических элементов и сделал деревянную таблицу Менделеева с отделениями для образцов каждого из элементов. Эта таблица принесла ему Шнобелевскую премию по химии в 2002 году.
Он автор постоянной колонки журнала Popular Science озаглавленную «Gray Matter» (игра слов: серое вещество, по аналогии с серым веществом, или материя Грея), которая в 2009 году была опубликована в виде коллекции в книге, под заголовком Mad Science: Experiments You Can do at Home—But Probably Shouldn’t.
Он был номинирован на премию 2010 National Magazine Award for Best Column. Кроме того, он написал введение к книге Майкла Суэнвика The Periodic Table of Science Fiction.
Он основал компанию Element Collection («Коллекция элементов») в конце 2006 года, главным образом для продажи полноцветного фотографического постера периодической таблицы, который он создал.

## Публикации
- (совместно с фотографом Ником Маном) The Elements: A Visual Exploration of Every Known Atom in the Universe. Black Dog & Leventhal, 2009, 240pp. ISBN 1-57912-814-9
- Theo Gray’s Mad Science: Experiments You Can Do At Home — But Probably Shouldn’t. Black Dog & Leventhal, 2009, 240pp. ISBN 1-57912-791-6
- (совместно с Джерри Глином) The Beginner’s Guide to Mathematica Version 3. Cambridge University Press, 1997, 355pp. lSBN 0521622026